# Małomice
Małomice là một thị trấn thuộc huyện Żagański, tỉnh Lubuskie ở tây Ba Lan. Thị trấn có diện tích 5 km². Đến ngày 1 tháng 1 năm 2011, dân số của thị trấn là 3546 người và mật độ 660 người/km².